# バッショー (潜水艦)

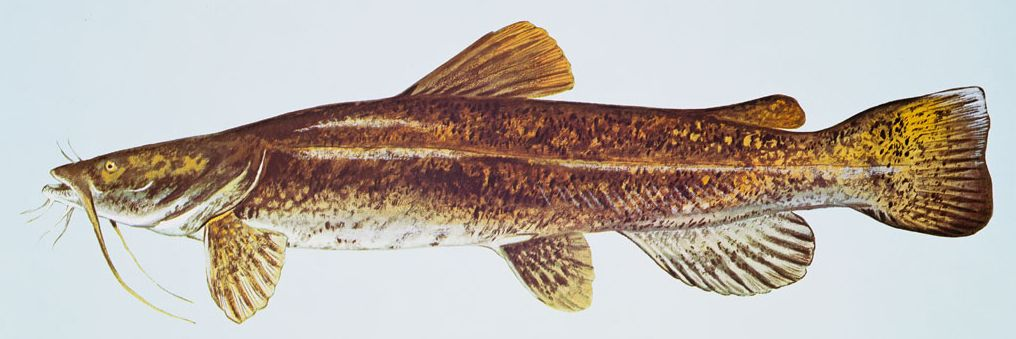
フラットヘッド・キャットフィッシュ（Bashaw）

バッショー (USS Bashaw, SS/SSK/AGSS-241) は、アメリカ海軍の潜水艦。ガトー級潜水艦の一隻。艦名は北米原産のナマズの一種フラットヘッド・キャットフィッシュの通称に因む。

## 艦歴
「バッショー」は1942年12月4日にコネチカット州グロトンのエレクトリック・ボート社で起工する。1943年7月25日にノーマン・S・アイヴス夫人によって進水し、艦長リチャード・E・ニコルズ少佐（アナポリス1934年組）の指揮下10月25日に就役。キーウェストなどでの訓練の後、パナマ運河を経てニューギニアのミルン湾に回航され、1944年3月3日に到着した。

### 第1、第2、第3の哨戒 1944年3月 - 10月
3月10日、「バッショー」は最初の哨戒でミンダナオ海およびパラオ方面に向かった。ランゲマク湾で燃料を補給ののち、ブラックフィッシュ (USS Blackfish, SS-221) とともに行動する。3月21日夕刻、「バッショー」はパラオ沖で目標を発見し、夜に入って北緯06度55分 東経136度17分 / 北緯6.917度 東経136.283度の地点で魚雷を6本発射して1本を命中させ、5,000トン級輸送船1隻の撃沈を報じた。この攻撃で特設工作艦「浦上丸」（福洋汽船、4,317トン）に損傷を与えた。4月5日、「バッショー」は「ダバオから日本艦隊が出撃してくる」との司令部からの情報に基づき、ダバオ湾でパラオからリンガ泊地に向かう第二艦隊（栗田健男中将）の一隊が出てくるのを待ち構えていた。間もなく、「吹雪型駆逐艦」と「千鳥型水雷艇」と思しき目標をレーダーで探知。目標に9kmまで接近したが、結局攻撃できなかった。一旦マヌス島ゼーアドラー湾に戻って補給を行った後、4月27日夕刻には北緯03度20分 東経131度35分 / 北緯3.333度 東経131.583度のハルマヘラ島近海で60トン級トロール船を発見し、撃沈した。5月9日、60日間の行動を終えてブリスベンに帰投した。
5月27日、2回目の哨戒でダバオおよびハルマヘラ島近海に向かった。6月1日にミルン湾、6月3日にゼーアドラー湾に寄港して整備の後、哨区に到着。この頃、アメリカ軍はマリアナ諸島攻略作戦を行いつつあり、リンガ泊地に在泊中の日本艦隊が出撃してくることが予想された。そこで、司令部では多数の潜水艦をもって予想進路上に潜水艦を配置して動向を監視していた。「バッショー」はブリーム (USS Bream, SS-243) およびフラウンダー (USS Flounder, SS-251) とともにハルマヘラ島近海に配備されたが、担当海域を日本艦隊が通過することはなかった。6月25日未明、「バッショー」は北緯03度36分 東経127度14分 / 北緯3.600度 東経127.233度の地点でハルマヘラ島の泊地に入りつつあった輸送船団を発見し、魚雷を6本発射して3つの爆発を確認するも「7,500トン級輸送船の撃破」という評価にとどめた。実際には、2本が陸軍輸送船「山宮丸」（山下汽船、6,440トン）に命中し、同船は航行不能ののち沈没した。7月16日、50日間の行動を終えてゼーアドラー湾に帰投した。
8月7日、3回目の哨戒でミンダナオ海方面に向かった。期間の前半では主にミンダナオ島の西側を哨戒。8月28日にミオス・ウンディ島に到着して補給を受けた後、9月1日に哨戒を再開。9月7日深夜、2隻の護衛艦を配する輸送船を発見。翌9月8日未明になり、北緯08度14分 東経121度47分 / 北緯8.233度 東経121.783度の地点で魚雷を6本発射し、魚雷は3本が海軍徴傭船「柳河丸」（大連汽船、2,813トン）に命中してこれを撃沈した。翌日には北緯08度30分 東経124度32分 / 北緯8.500度 東経124.533度のカガヤン近海で哨戒中、カガヤンの港から1隻の船が出港してくるのを発見。上空にF6F ヘルキャットの掩護を得ていた「バッショー」は北緯08度40分 東経124度41分 / 北緯8.667度 東経124.683度の地点で浮上し、200トン級輸送船を砲撃により沈めた。その後、9月29日にゼーアドラー湾に寄港。10月4日、55日間の行動を終えてブリスベンに帰投した。

### 第4、第5、第6の哨戒 1944年10月 - 1945年4月
10月27日、「バッショー」は4回目の哨戒で「フラウンダー」、ガヴィナ (USS Guavina, SS-362) とウルフパックを構成し南シナ海に向かった。11月21日、「バッショー」は北緯10度21分 東経114度56分 / 北緯10.350度 東経114.933度の太平島近海で輸送船団を発見し、魚雷を4本発射して1本が5,000トン級輸送船に命中して、輸送船の撃破を報じた。この輸送船は「暁山丸」（拿捕船/陸軍運航、5,698トン/旧英船ホサン(浩生)）とされ、「フラウンダー」の雷撃を受けて損傷していた。11月26日になって「ガヴィナ」が止めを刺し、「暁山丸」は沈没。当初は「バッショー」と「フラウンダー」との共同戦果となっていたが、最終的には「フラウンダー」と「ガヴィナ」の共同戦果として公認された。12月14日朝、「バッショー」と「ガヴィナ」は北緯10度48分 東経110度17分 / 北緯10.800度 東経110.283度のカムラン湾近海で艦隊を発見する。これはリンガ泊地からカムラン湾に進出してきた第五艦隊（志摩清英中将）で、志摩中将の旗艦である重巡洋艦「足柄」、第四航空戦隊（松田千秋少将）の航空戦艦「伊勢」と「日向」、軽巡洋艦「大淀」、それに駆逐艦2隻の計6隻で構成されていた。「バッショー」は戦艦を「長門型戦艦」と判断し、やろうと思えば艦隊に接近して痛打を与えることもできたが目標の速力は早く、とりあえず艦隊発見の報告をしてから攻撃してもよいと考え、しばらく後に浮上してから艦隊発見を司令部に打電した。この頃、バーゴール (USS Bergall, SS-320) が重巡洋艦「妙高」を撃破したものの、反撃され大破したため近在の潜水艦に救援が命じられ、「バッショー」も命令を受信したが会合できなかった。12月31日、63日間の行動を終えてフリーマントルに帰投。艦長がホーク・S・シンプソン少佐（アナポリス卒業年次不明）に代わった。
1945年1月25日、5回目の哨戒でフラッシャー (USS Flasher, SS-249) とともに南シナ海に向かった。2月13日午後、「バッショー」は北緯16度40分 東経111度40分 / 北緯16.667度 東経111.667度の地点で悪天候の中動く目標を探知した。この時、前回の哨戒で見た「伊勢」「日向」「大淀」と駆逐艦で構成された完部隊が北号作戦で貴重物資を満載し日本を目指して航行中であり、「バッショー」が探知したのは、その「伊勢」以下の完部隊に他ならなかった。この時までにイギリス潜水艦タンタルス (HMS Tantalus, P318) を含む13隻もの潜水艦やB-24の攻撃や偵察をかいくぐって来た完部隊の前に、最後に刺客として現れたのが「バッショー」と「フラッシャー」であった。しかし、「バッショー」は不意を打たれた。16時18分、「日向」が22km先の「バッショー」を探知して主砲で攻撃してきたのである。一種の威嚇射撃だったが、「日向」の36センチ砲弾は「バッショー」の右舷後方に至近弾として落下、「バッショー」は潜航して避退した。しばらくして浮上し完部隊追跡に移ったものの後の祭りであり、完部隊はすでに去った後だった。2月21日夜には北緯20度24分 東経111度33分 / 北緯20.400度 東経111.550度の地点で「フラッシャー」とともに複数の目標を発見し、魚雷を4本発射して250トン級小型船に1本命中させて撃沈、同じ位置で150トン級小型船を砲撃で撃沈した。2月25日午後には北緯20度38分 東経111度49分 / 北緯20.633度 東経111.817度の地点で小型輸送船と「千鳥型水雷艇」を発見し、最初の攻撃で魚雷を4本発射したが命中せず、夜に入って再度魚雷を4本発射したが、これも命中しなかった。2月27日には北緯19度25分 東経111度21分 / 北緯19.417度 東経111.350度の地点で2隻の70トン級海上トラックを立て続けに砲撃し、2隻とも撃沈した。翌2月28日にも北緯20度01分 東経111度25分 / 北緯20.017度 東経111.417度の地点で250トン級と150トン級の海上トラックを発見して砲撃するが、損傷に留まった。3月5日、「バッショー」はインドシナ半島ツーラン湾沖で南号作戦のヒ98船団を発見する。ヒ98船団は、「ぱれんばん丸」（三菱汽船、5,236トン）と「良栄丸」（日東汽船、10,017トン）の2隻のタンカーと海防艦で構成されていたが、「ぱれんばん丸」は前日3月4日に「バヤ (USS Baya, SS-318) 」の攻撃により撃沈されており、残った「良栄丸」は海防艦とともにダナンに退避し、3月5日の朝にダナンを出港して三亜に向かっていたものであった。折からの濃霧の中、「バッショー」はヒ98船団に接近して北緯16度47分 東経108度41分 / 北緯16.783度 東経108.683度の地点で魚雷を6本発射し、うち2本が「良栄丸」に命中して同船は船首の一部を海上に突き出したまま沈没した。「良栄丸」撃沈で日本の燃料事情はより絶望的に厳しくなる結果となった。攻撃後、「バッショー」は海防艦によって長く制圧され、夜に入って魚雷を2本発射し、命中こそしなかったがようやく逃げ切ることができた。3月6日には北緯16度18分 東経108度32分 / 北緯16.300度 東経108.533度のダナン近海で2隻の海上トラックを発見し、うち250トン級海上トラックを砲撃で仕留めた。3月12日、47日間の行動を終えてスービック湾に帰投した。
3月27日、6回目の哨戒で南シナ海に向かった。しかし、この哨戒では3月30日未明に北緯13度36分 東経109度47分 / 北緯13.600度 東経109.783度の地点で病院船を、午後には北緯13度38分 東経109度23分 / 北緯13.633度 東経109.383度の地点で病院船「高砂丸」（大阪商船、9,347トン）を発見し、4月9日にも北緯13度39分 東経109度29分 / 北緯13.650度 東経109.483度の地点で別の病院船を見ただけで、獲物にはありつけなかった。4月29日、33日間の行動を終えてスービック湾に帰投。続いてオーバーホールのためメア・アイランド海軍造船所へ向かう。作業は8月13日に完了し、真珠湾に向かう。その途中で終戦の知らせを受け、メア・アイランドへの帰還を命じられた。

### 戦後
「バッショー」は9月5日にメア・アイランドに到着し、不活性化オーバーホールに入る。その後は1945年11月24日に予備役となり、1949年6月20日に退役、太平洋予備役艦隊で保管される。
1951年4月3日、再就役してサンディエゴを拠点として1952年5月10日まで西海岸沿いに活動する。再度の退役ののち、1952年5月から1953年3月までハンターズ・ポイント海軍造船所で対潜潜水艦への転換作業を受ける。1953年2月18日に SSK-241 （対潜潜水艦）へ艦種変更され、3月28日に三度目の就役を果たし、サンディエゴの第33潜水艦部隊に配属される。1954年の3月から8月まで極東へ巡航する。翌年はハワイ海域での大規模演習を含む様々な訓練や演習に参加し、その後サンフランシスコでオーバーホールに入る。1956年1月から8月まで戦後二度目の極東配備に入る。1956年8月14日に真珠湾の潜水艦基地に到着した。1959年8月に SS-241 に再び艦種変更され、1962年9月には AGSS-241 （実験潜水艦）へ変更される。1964年8月のトンキン湾事件でインドシナ半島の緊張が高まると、「バッショー」も1969年7月3日までインドシナ方面へ派遣された。1969年9月13日に退役して同日除籍され、その後1972年7月にナショナル・メタル・アンド・スチール社にスクラップとして売却された。
「バッショー」は3隻の日本の商船を沈め、総トン数は19,269トンに上った。加えて数隻の小型艇も撃沈している。また、第二次世界大戦の戦功で5個、ベトナム戦争の戦功で3個の従軍星章を受章した。